# Volga (Dakota del Sud)
Volga è un centro abitato (city) degli Stati Uniti d'America, situato nella Contea di Brookings nello Stato del Dakota del Sud. La popolazione era di 1.768 persone al censimento del 2010.

## Geografia fisica
Secondo lo United States Census Bureau, ha un'area totale di 0,91 miglia quadrate (2,36 km²).

## Storia
Volga venne fondata dalla Western Town Lot Company il 27 dicembre 1879 dal colonnello Arthur Jacoby. In origine la città si chiamava "Bandy Town", dato che la famiglia Bandy furono i primi coloni. Più tardi, nel 1880, la ferrovia assegnò alla città il nome di "Volga", dall'omonimo fiume in Russia. Volga viene tratta nel romanzo giovanile Il lungo inverno (The Long Winter) di Laura Ingalls Wilder nel capitolo intitolato "Pa Goes to Volga".

## Società

### Evoluzione demografica
Secondo il censimento del 2010, c'erano 1,768 persone.

### Etnie e minoranze straniere
Secondo il censimento del 2010, la composizione etnica della città era formata dal 98,2% di bianchi, lo 0,3% di afroamericani, lo 0,4% di nativi americani, lo 0,3% di asiatici, lo 0,3% di altre razze, e lo 0,5% di due o più etnie. Ispanici o latinos di qualunque razza erano il 2,7% della popolazione.